# Schafhof (Kronach)
Schafhof ist ein Wohnplatz der Kreisstadt Kronach im Landkreis Kronach (Oberfranken, Bayern).

## Geographie
Die ehemalige Einöde ist jetzt Haus Nr. 21 der Ortsstraße Geiersgraben des neu gebildeten Gemeindeteils Gehülz. Im Osten fällt das Gelände ins Tal des Dobersgrundbachs ab. Beim Anwesen entspringt einer der Quellbäche des Dobersgrundbachs.

## Geschichte
Schafhof wurde auf dem Gemeindegebiet von Gehülz gegründet. Im amtlichen Ortsverzeichnis von 1952 wurde der Ort erstmals aufgelistet und auf einer topographischen Karte von 1968 erstmals verzeichnet. Am 1. Mai 1978 wurde Schafhof im Zuge der Gebietsreform in Bayern in Kronach eingegliedert.

### Einwohnerentwicklung
| Jahr      | 001950 | 001961 | 001970 |
| Einwohner | 5      | 5      | 6      |
| Häuser    | 1      | 1      |        |
| Quelle    | [ 2 ]  | [ 6 ]  | [ 7 ]  |

## Religion
Die Katholiken sind nach St. Bonifatius (Gehülz) gepfarrt.

## Weblink
- Schafhof in der Ortsdatenbank des bavarikon, abgerufen am 20. August 2021.